# A Sharp (.NET)
AdaCore se ha hecho cargo de este desarrollo, y anunció "GNAT para. NET", que es un sistema totalmente compatible. NET produce con todas las características de A# y más.